# صقلي صردي
الصقلي الصردي أو الصقلي السردي أو خروف الحليب التونسي (بالإنجليزية: Tunisian Milk Sheep) سلالة من الخراف المُستأنِسة من تونس. وتُمثل سلالة الألبان الوحيدة في البلاد، تتواجد بشكل رئيسي في ولايتي بنزرت وباجة.

## أصل
ظهرت سلالة أغنام الحليب الصقلي الصردي في بداية القرن العشرين عن طريق تهجين سلالتين نشأتا في جنوب إيطاليا: خروف صردي وخروف كوميسانا.

## وصف
هو خروف متوسط الحجم، ذو لون واحد، عادة ما يكون أبيض، ولكن يمكن أيضًا العثور على حيوانات بنية أو سوداء أو رمادية. في المتوسط، يبلغ قياس النعجة 50 سم عند الغارب مقابل 45 كغ ويمكن أن يصل حجم الكبش إلى 80 سم مقابل 75 كغ .

## التربية والإنتاج
تربى السلالة بشكل أساسي للحليب ولكن أيضًا من أجل لحم الضأن. يتم استخدام نظامين للتربية حسب حجم القطعان: التربية شبه المكثفة لعدد كبير من الحيوانات والتكاثر المكثف لقطعان أصغر. يحدث التزاوج في الربيع مع ولادة بين أغسطس ونوفمبر. وهو ما يجعل من الإمكان الحصول على الرضاعة من 120 إلى 150 يومًا، بين سبتمبر ويونيو. تُعتبر سلالة خصبة ولكنها ذات إنتاجية متوسطة. النعاج لها حمل واحد أو اثنان ويمكن أن تعطي ما بين 50 و 100 لتر من الحليب. تقدم النعجة ما بين 0.4 و 0,8 لتر في اليوم. يحتوي الحليب على 6,85 % دهون و6 % بروتين. يتم استخدامه لصنع الجبن: الصقلي الباجي (جبن طازج مصنوع من الحليب غير المبستر)، جبنة الطَّيِّب المطبوخة (عجلات من الجبن المطبوخ)، جبنة قديمة من باجة، ريكوتا مدينة باجة (جبن حرفي طازج) وهناك أيضًا زبادي لبن الغنم.

### وضع القطيع
في عام 1990، كان تعداد السلالة حوالي 250 000 رأس. يُعتبر الخروف الصقلي الصردي واحدًا من أقل سلالات الألبان إنتاجًا في منطقة البحر الأبيض المتوسط. دفع افتقارها للربحية وخصخصة مزارع الدولة والخيار السياسي لتطوير قطاع إنتاج الألبان البقري المربين إلى الابتعاد عن هذا النوع من الأغنام. انخفضت الأرقام بشكل حاد في التسعينيات لتصل إلى 20 000 رأس في عام 2005.
أتاحت إعادة تنظيم القطاع وزيادة سعر الحليب الحفاظ على السلالة وإحياء الاهتمام بها.

## معرض الصور

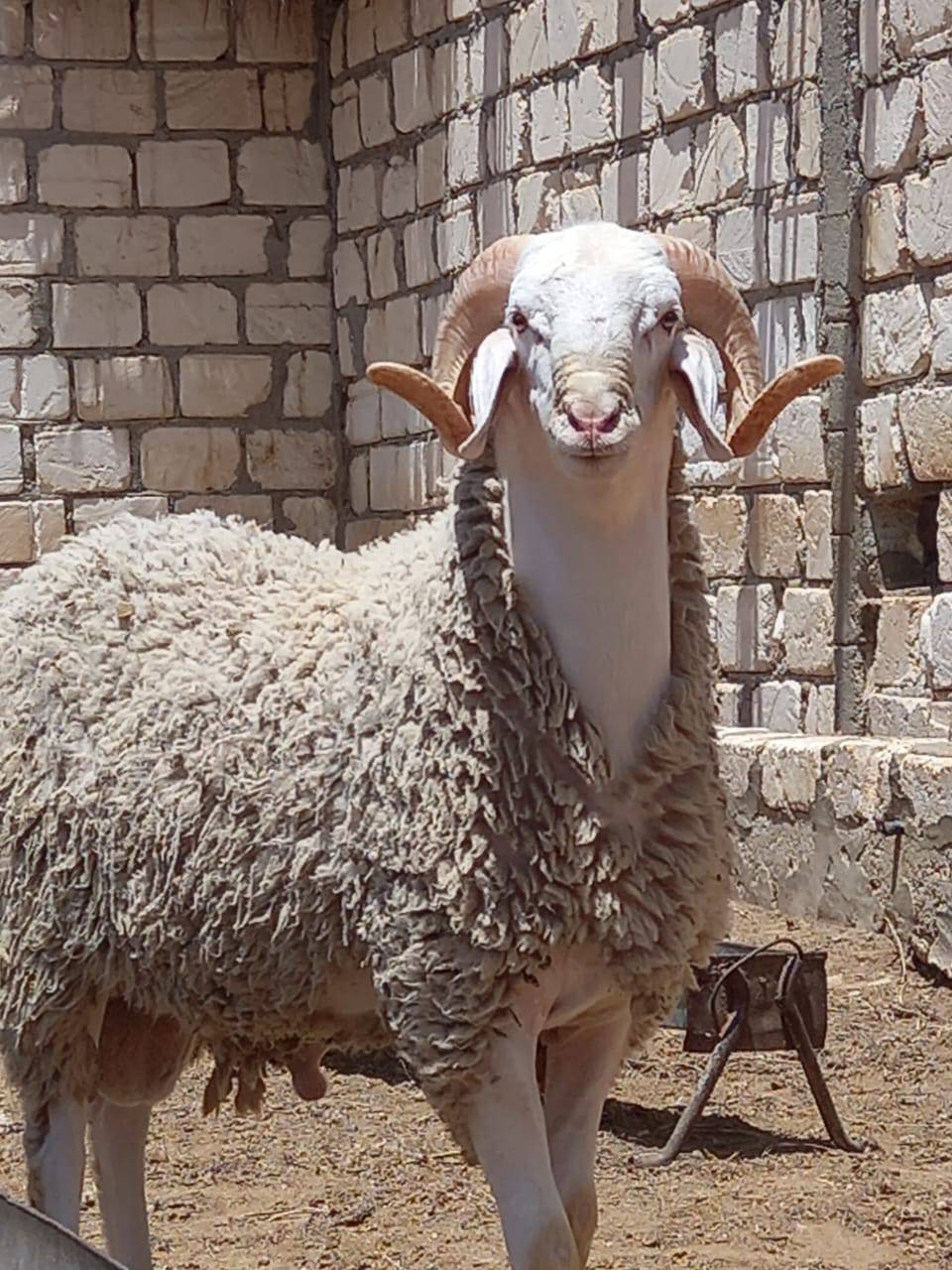
صورة لكبش (ذكر) من سلالة صقلي-صردي.
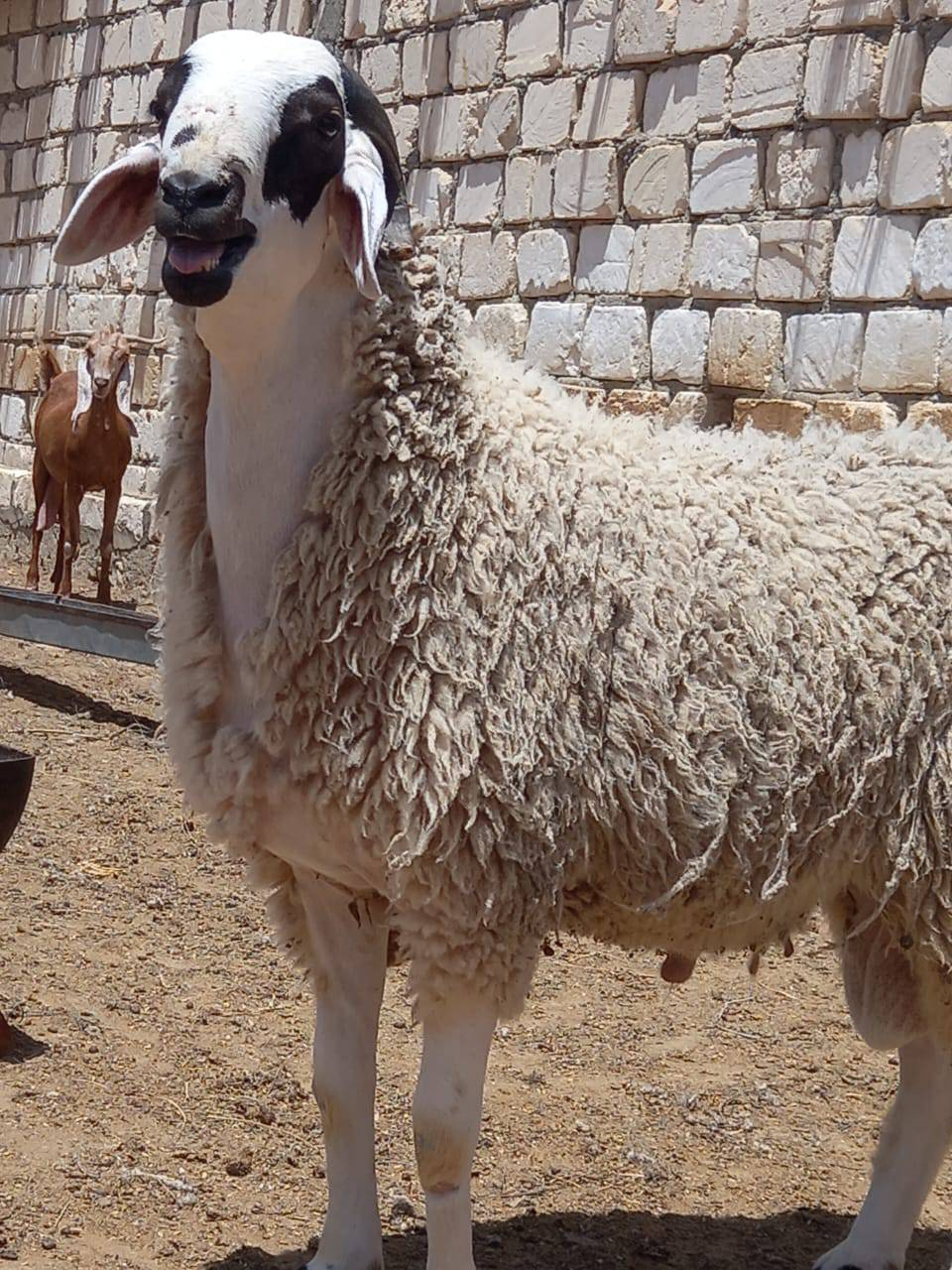
صورة لكبش (ذكر) من سلالة صقلي-صردي.
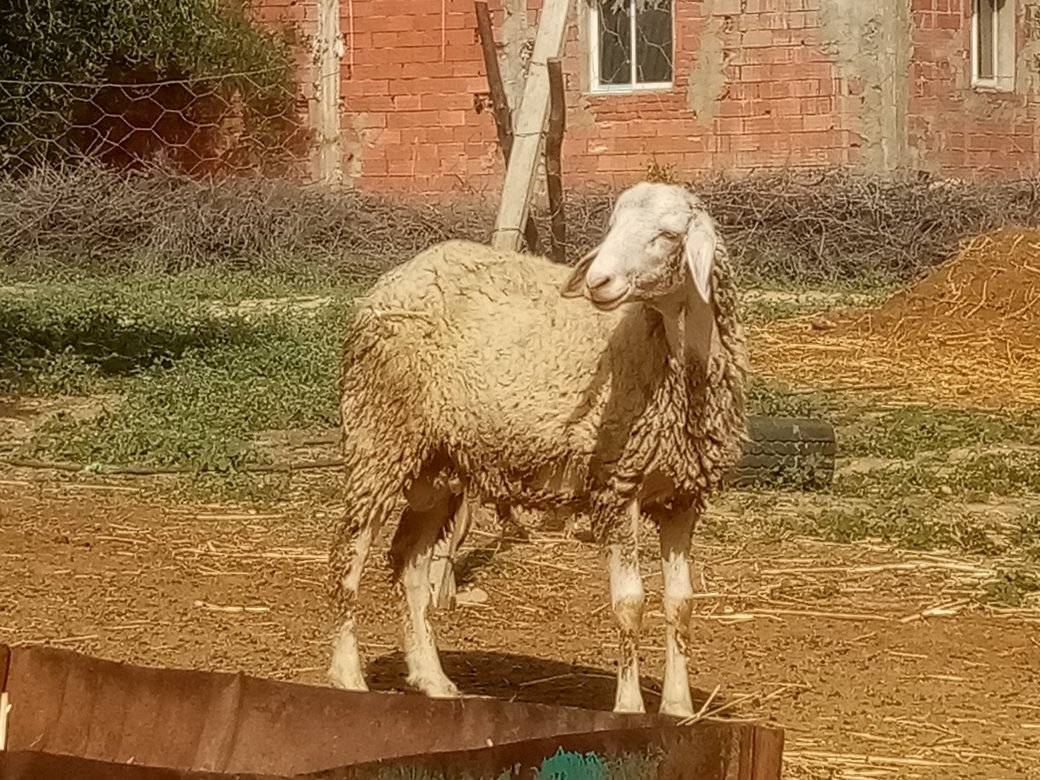
صورة لنعجة (أنثى) من سلالة صقلي-صردي

## فهارس

#### أثر أدبي
- Valerie Porter; Lawrence Alderson; Stephen J.G. Hall; D. Phillip Sponenberg (2016). Mason's World Encyclopedia of Livestock Breeds and Breeding (بالإنجليزية). CABI. p. 936-937. ISBN:978-1-8459-3466-8. Porter2016. Archived from the original on 2020-10-27..

#### مقالات
- "Revue des connaissances sur la micro-filière ovine laitière en Tunisie : état des lieux et perspectives de relance de la race sicilo-sarde". Biotechnologie, Agronomie, Société et Environnement (بالفرنسية): 188-198. 2018. DOI:10.25518/1780-4507.16499. ISSN:1370-6233. Aloulou2018. Archived from the original on 2022-08-18. Retrieved 2023-06-20..
- "Relationship between mammary morphology traits and milk yield of Sicilo-Sarde dairy sheep in Tunisia". Small Ruminant Research (بالإنجليزية). 96 (1): 41-45. Mar 2011. DOI:10.1016/j.smallrumres.2010.10.013. ISSN:0921-4488. Archived from the original on 2023-06-20. Retrieved 2023-06-20..
- "Étude de la production laitière de la brebis Sicilo-Sarde complémentée par un concentré local" (PDF). Options Méditerranéennes (بالفرنسية): 151-153. 2011. ISSN:1022-1379. Archived from the original (pdf) on 2022-01-22. Retrieved 2023-06-20..
- "Conduite de l'élevage ovin laitier en Tunisie : contraintes et possibilités d'amélioration" (PDF). Nature & Technologie (بالفرنسية): 11-15. Jan 2015. ISSN:2437-0320. Archived from the original (pdf) on 2022-06-18. Retrieved 2023-06-20..

- "Sicilo-Sarde / Tunisia (Sheep)" (بالإنجليزية). نظام المعلومات حول تنوع الحيوانات المحلية. DAD-IS. Archived from the original on 2023-06-20. Retrieved 2023-06-20..